# Vittorio Alfieri (calciatore)
Vittorio Alfieri (Cava de' Tirreni, 17 gennaio 1911 – ...) è stato un calciatore italiano, di ruolo portiere.

## Carriera
Iniziò la carriera professionistica nel 1928 tra le file della Nocerina in Prima Divisione, l'allora secondo livello del calcio italiano. Nel 1931 si trasferì al Napoli, tra le cui file disputò quattro stagioni in massima serie collezionando 4 presenze nel campionato 1933-1934, esordendo il 24 settembre 1933 nella sconfitta esterna contro l'Ambrosiana-Inter per 2-1, venendo battuto solo dalla doppietta di Giuseppe Meazza. Chiuso nel suo ruolo da compagni di squadra nel giro della Nazionale come Giuseppe Cavanna e Vittorio Mosele e da un compagno di squadra noto per la bravura nel parare i rigori come Arnaldo Sentimenti, nel 1935 passò alla Bagnolese e nel 1936 alla Catanzarese; di qui, l'anno successivo, al Savoia, che in quell'unico anno assunse la denominazione Spolettificio Torre Annunziata, quindi chiuse la carriera tra le file di Cavese e Scafatese.

Vittorio Alfieri, portiere del Napoli, anticipa Giuseppe Meazza.

## Statistiche

### Presenze e reti nei club
| Stagione        | Squadra         | Campionato      | Campionato | Campionato | Coppe nazionali | Coppe nazionali | Coppe nazionali | Coppe continentali | Coppe continentali | Coppe continentali | Altre coppe | Altre coppe | Altre coppe | Totale | Totale |
| Stagione        | Squadra         | Comp            | Pres       | Reti       | Comp            | Pres            | Reti            | Comp               | Pres               | Reti               | Comp        | Pres        | Reti        | Pres   | Reti   |
| --------------- | --------------- | --------------- | ---------- | ---------- | --------------- | --------------- | --------------- | ------------------ | ------------------ | ------------------ | ----------- | ----------- | ----------- | ------ | ------ |
| 1931-1932       | Napoli          | A               | 0          | 0          | -               | -               | -               | -                  | -                  | -                  | -           | -           | -           | 0      | 0      |
| 1933-1934       | Napoli          | A               | 4          | -6         | -               | -               | -               | CEC                | 0                  | 0                  | -           | -           | -           | 4      | -6     |
| 1934-1935       | Napoli          | A               | 0          | 0          | -               | -               | -               | -                  | -                  | -                  | -           | -           | -           | 0      | 0      |
| Totale Napoli   | Totale Napoli   | Totale Napoli   | 4          | -6         |                 |                 |                 |                    | 0                  | 0                  |             |             |             | 4      | -6     |
| Totale carriera | Totale carriera | Totale carriera | ?          | ?          |                 | ?               | ?               |                    | ?                  | ?                  |             | ?           | ?           | ?      | ?      |

## Palmarès

### Club

#### Competizioni regionali
- Prima Divisione: 1

Spolettificio Torre Annunziata: 1937-1938
- Coppa Campania: 1

Spolettificio Torre Annunziata: 1937-1938
- Targa Capocci: 1

Spolettificio Torre Annunziata: 1937-1938